# Roystonea
Roystonea (Roystonea) je nevelký rod palem, rozšířený v počtu 10 druhů v Karibiku a přilehlých oblastech od Floridy po sever Jižní Ameriky. Roystoney jsou mohutné palmy s přímým kmenem, zakončeným růžicí velkých, zpeřených listů. Květenství je postranní, latovité. Plodem je jednosemenná peckovice. Květy opyluje hmyz (zejména včely), plody jsou šířeny různými ptáky i savci.
Roystoney náležejí mezi nejčastěji vysazované a nejimpozantnější tropické palmy. Nejznámějším druhem je roystonea královská, známá též jako královská palma, která je národním stromem Kuby. Běžně pěstována je též Roystonea oleracea. Kmeny, listy a listové pochvy těchto palem slouží k různým technickým účelům, některé druhy poskytují zeleninu (palmové zelí), ságo nebo vlákna. Jsou využívány i v domorodé medicíně.

## Popis
Roystoney jsou mohutné, beztrnné, solitérní palmy, dorůstající výšky až 40 metrů. Kmen je přímý, hladký, někdy mírně vřetenovitě ztlustlý, často se zřetelnými listovými jizvami, o průměru až 66 cm. Na jeho bázi bývá často věnec adventivních kořenů. Listy jsou zpeřené, složené z četných, čárkovitě kopinatých, reduplikátních, jednožilných postranních segmentů, uspořádaných ve 2 až 3 rovinách. Řapík je dlouhý a beztrnný. Listové pochvy tvoří na vrcholu kmene dlouhý, hladký, zelený, válcovitý útvar.
Květy jsou bílé, žluté nebo fialové, jednopohlavné, přisedlé, s trojčetným kalichem a korunou, v triádách tvořených jedním samičím a dvěma samčími květy a uspořádaných v postranních, dlouze stopkatých, latovitých květenstvích, vyrůstajících pod vrcholovou růžicí listů a větvených do 2. až 3. řádu. V samčích květech je 6 tyčinek a drobný zbytek zakrnělého semeníku. Samičí květy obsahují semeník s jedním pouzdrem obsahujícím jediné vajíčko a sterilní staminodia, srostlá do šestilaločné číšky. Čnělka je nezřetelná, blizny tři. Plodem je zelená, červená až purpurově černá, nevelká peckovice s olejnatou, vláknitou dužninou a tvrdou, tenkostěnnou peckou, obsahující jedno téměř kulovité semeno. Endosperm je homogenní.

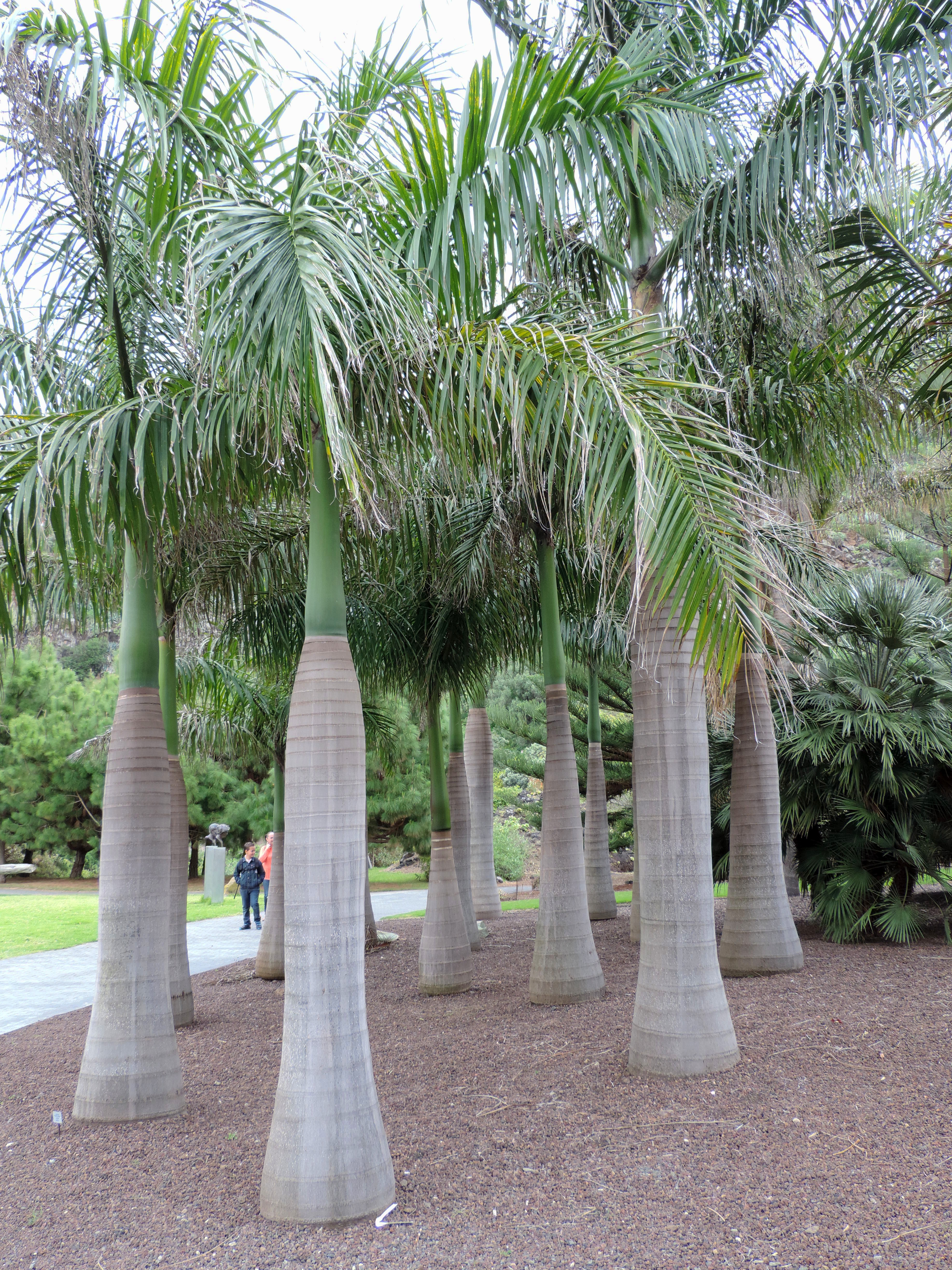
Mladá Roystonea oleracea
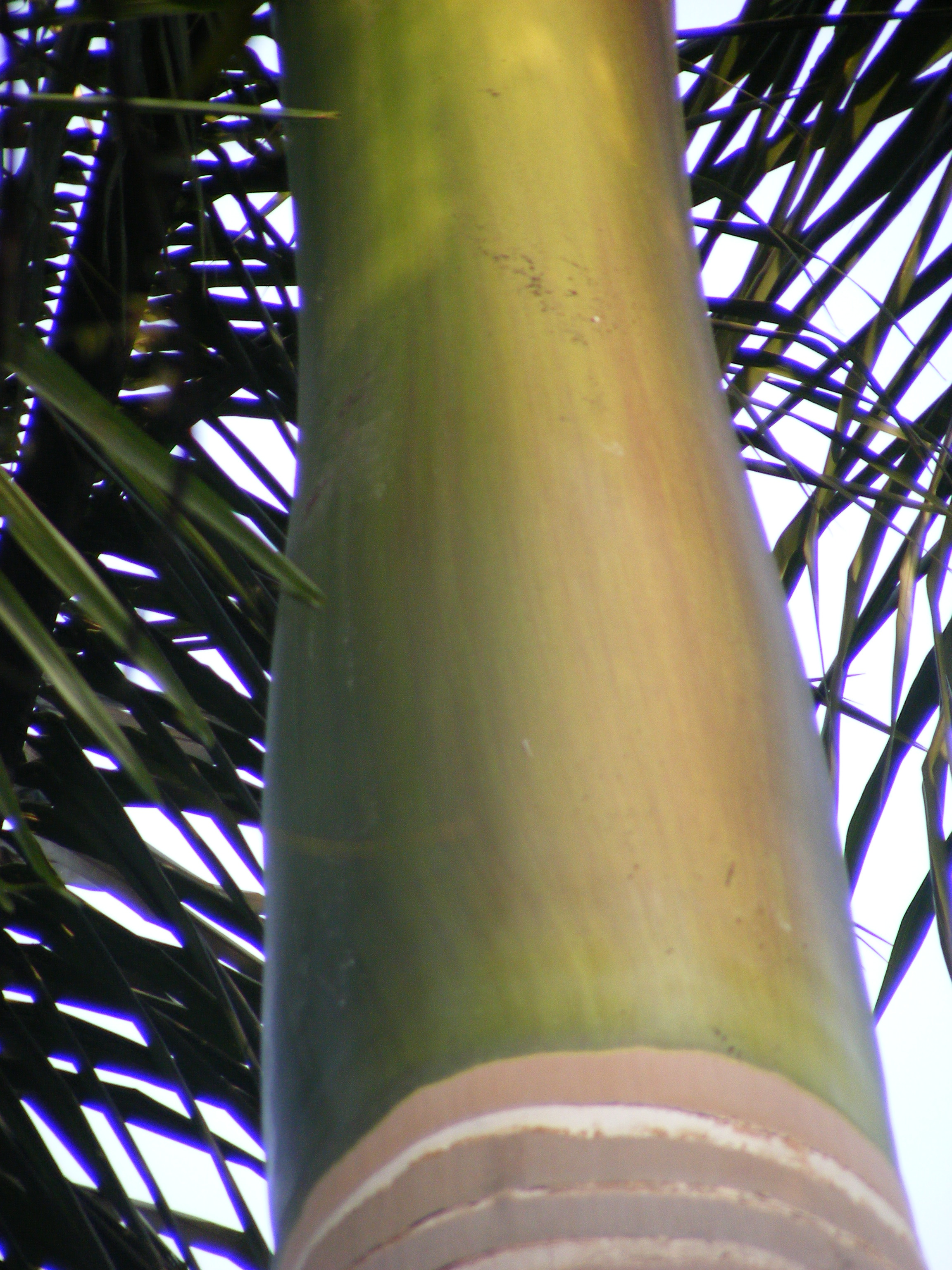
Útvar z listových pochev na vrcholu kmene roystoney královské
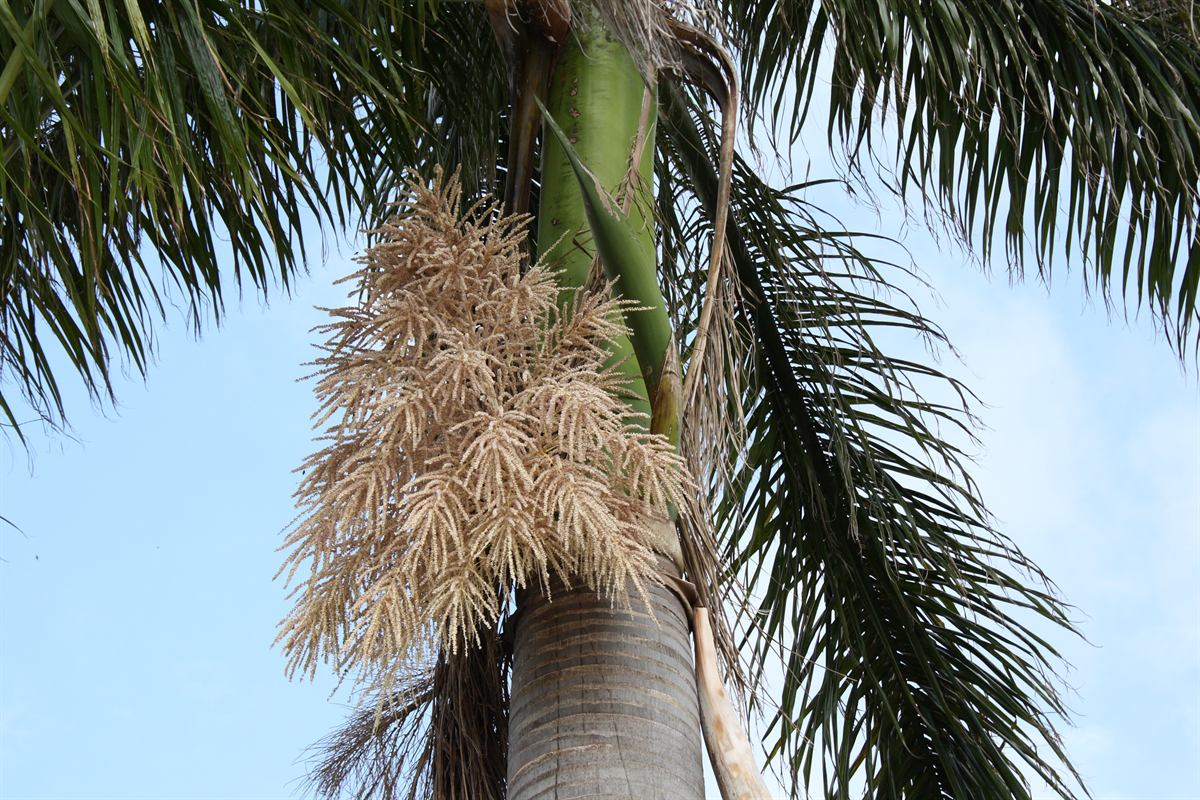
Květenství roystoney královské
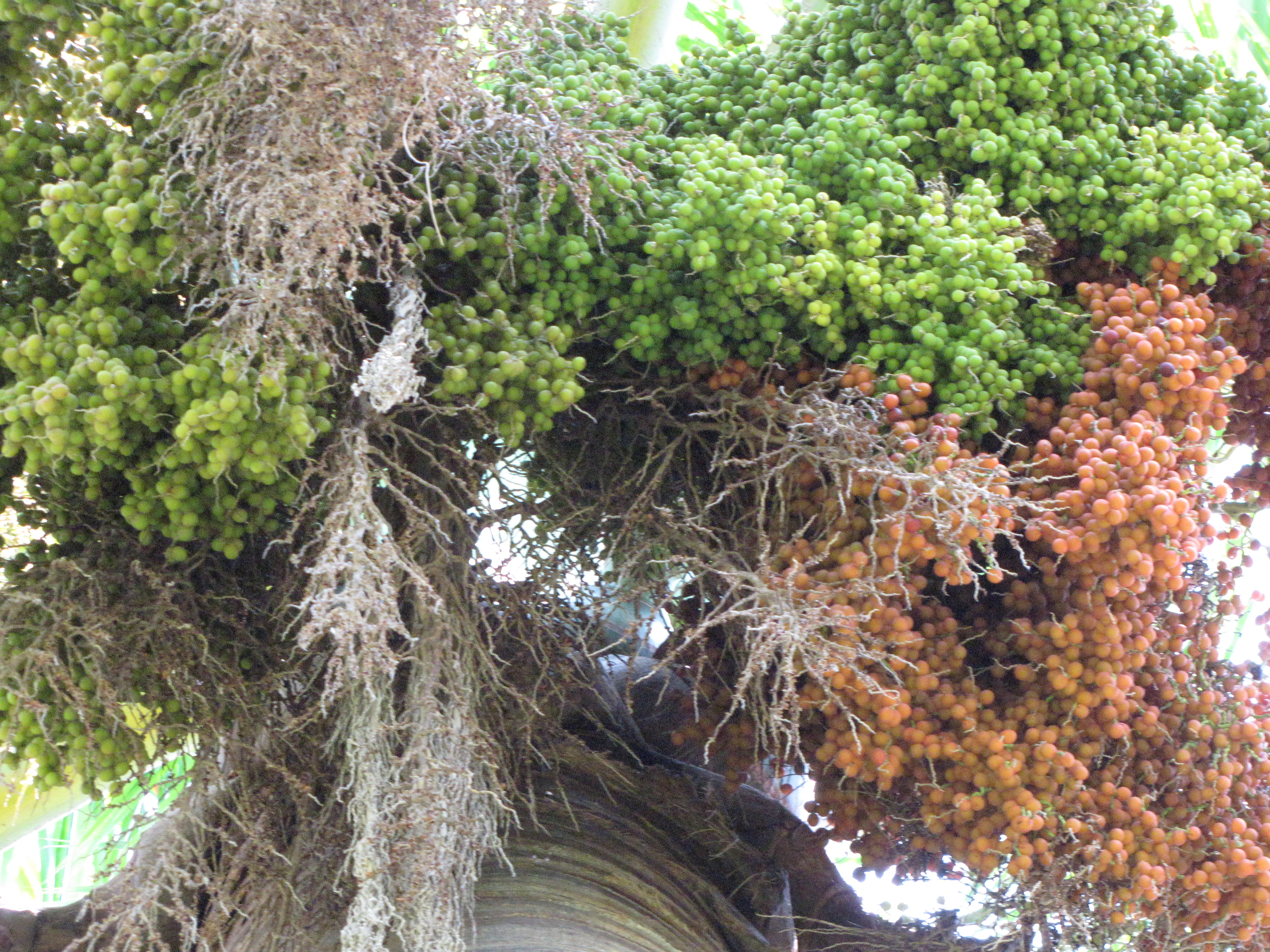
Plodenství roystoney královské

## Rozšíření
Rod zahrnuje 10 druhů. Je rozšířen v Karibiku a přilehlých pobřežních oblastech od Floridy a jižního Mexika po sever Jižní Ameriky. Centrum druhové diverzity je na Karibských ostrovech. Největší areál má roystonea královská, která se přirozeně vyskytuje na Floridě, v Mexiku v oblasti Mexického zálivu, Hondurasu a na Karibských ostrovech. Na Kubě se vyskytují 3 endemické druhy. V roce 1939 byl na východě Kuby nalezen další druh, který byl popsán jako Roystonea stellata. Je znám pouze z tohoto jediného sběru a dnes jej již považován za vyhynulý. Dva endemické druhy rostou na Jamajce. Na americké pevnině se vyskytují pouze 3 druhy. Mimo již zmíněné roystoney královské je to druh Roystonea oleracea ve Venezuele a Kolumbii a Roystonea dunlapiana v jižním Mexiku a Střední Americe.
Některé druhy rostou v lesích a stromových savanách na dobře odvodněných půdách, zatímco jiné vyhledávají podmáčené, bažinaté půdy.

## Ekologické interakce

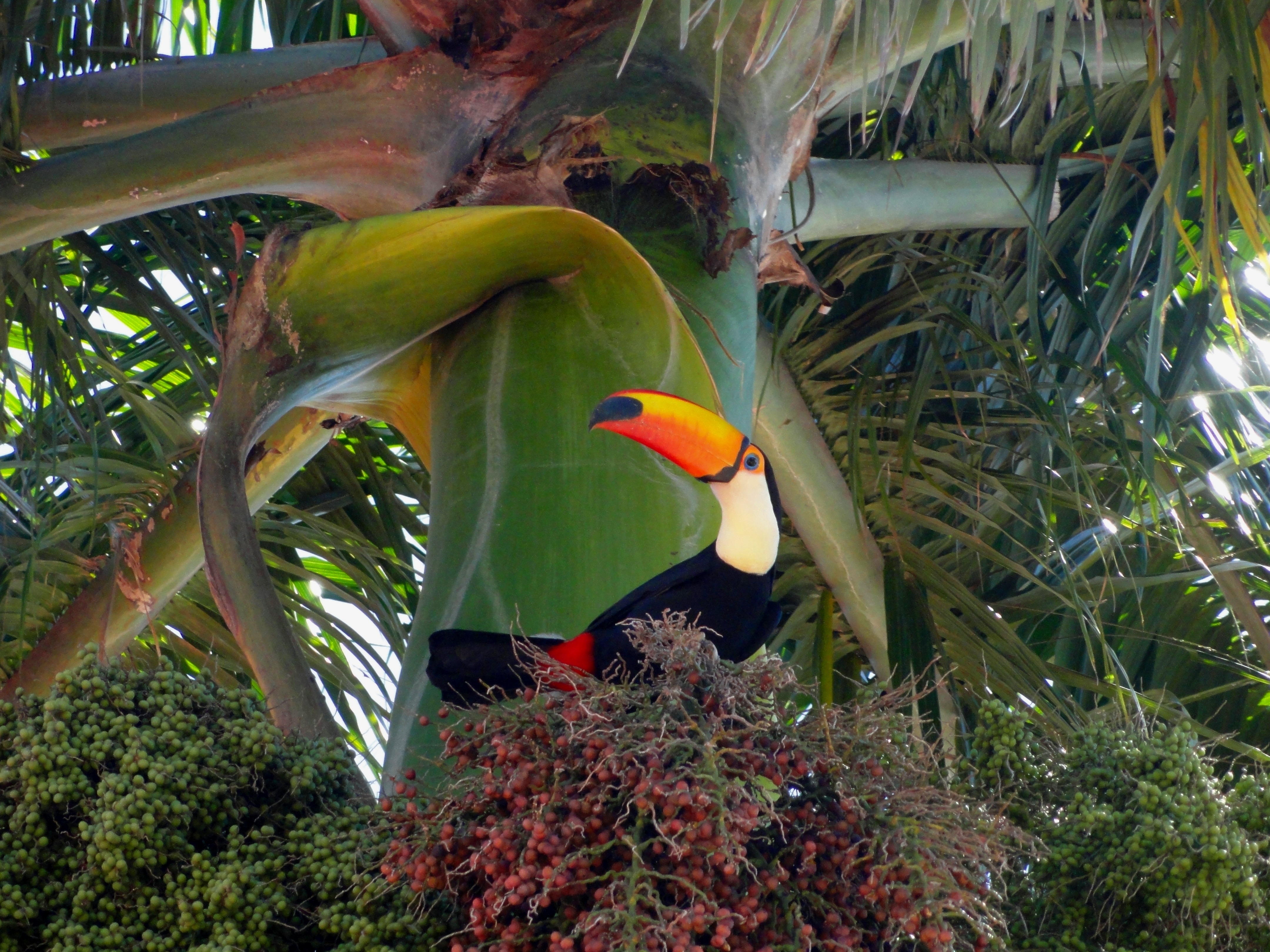
Tukan obrovský na plodenství Roystonea oleracea

Květy roystonejí jsou opylovány hmyzem, který přitahuje hojný nektar i pyl. Za hlavní opylovače jsou považováni blanokřídlí. Mimo domácích druhů včel je navštěvuje i introdukovaná včela medonosná a některé druhy těchto palem náležejí mezi významné nektarodárné rostliny. Navštěvují je i někteří netopýři (například glosofága kubánská), avšak vzhledem k tomu, že se květy otevírají po ránu, nelze u nich předpokládat významný příspěvek k opylování.
Semena roystonejí rozšiřují především různí ptáci, kteří konzumují plody jako potravu. Patří mezi ně četní papoušci (např. amazoňan modročelý, amazoňan oranžovokřídlý, ara rudobřichý, aratinga oranžovočelý, aratinga kubánský), holubi (holub růžovoramenný, holub antilský, holub šedobřichý), pěvci (drozd rudonohý, drozdec karibský, tangara kubánská, tangara pralesní, tyran pospolitý, vlhovec aztécký aj.), datlovití (datel portorický) a dokonce i vrubozobí (husička stromová, husička dvoubarvá). Semena rozšiřují i hlodavci. V tropech Starého světa vyhledávají plody také některé druhy plodožravých kaloňů. Semena středoamerického druhu Roystonea dunlapiana rozšiřují především vřešťani.
Na palmách rodu roystonea se živí housenky různých druhů babočkovitých motýlů rodů Brassolis (B. astyra, B. sophorae), Cirrochloa (C. emalea), Elymnias (E. hypermnestra) a Opsiphanes (O. cassina, O. irvinae) a různých druhů můr.

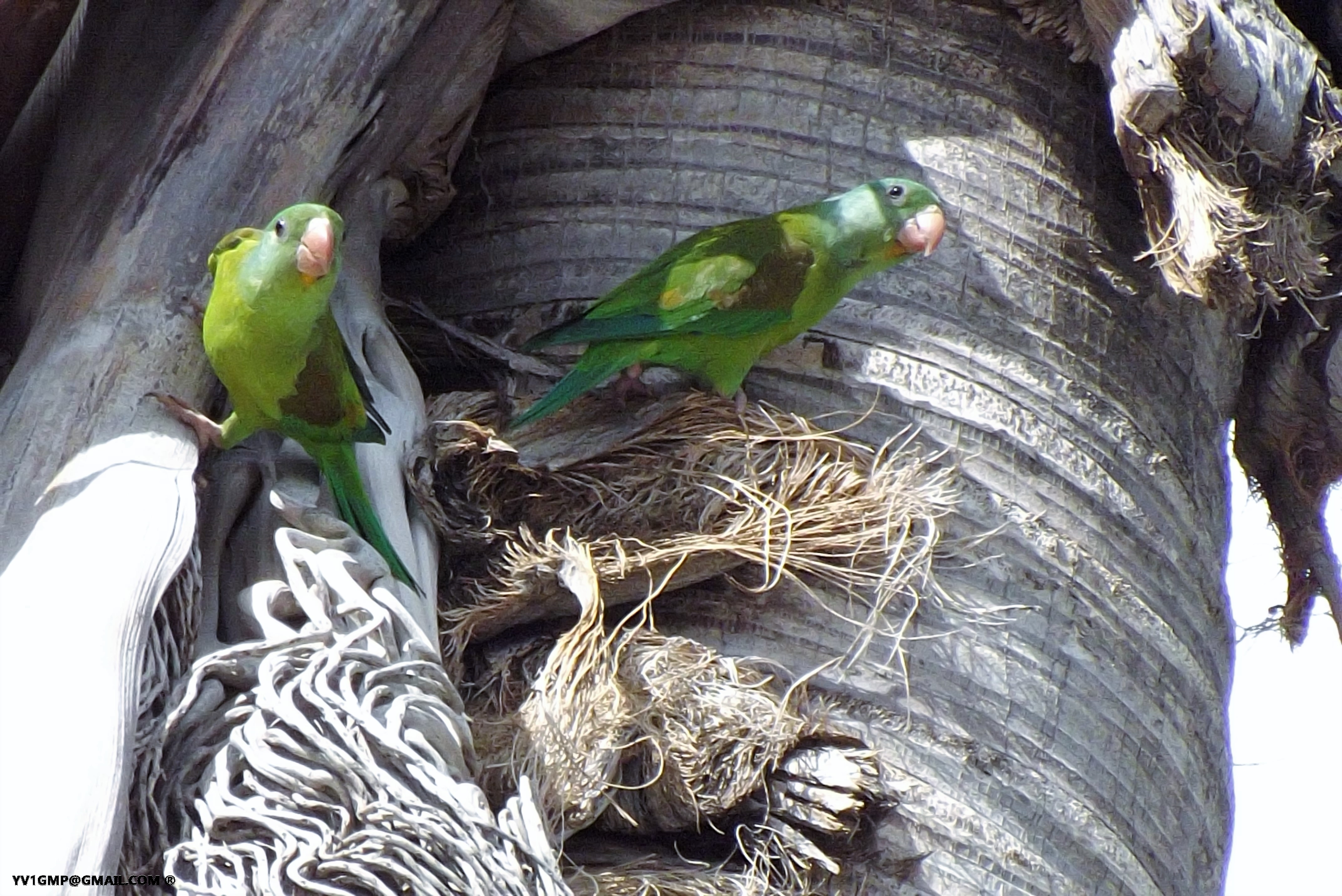
Papoušci tirika tovi na Roystonea oleracea
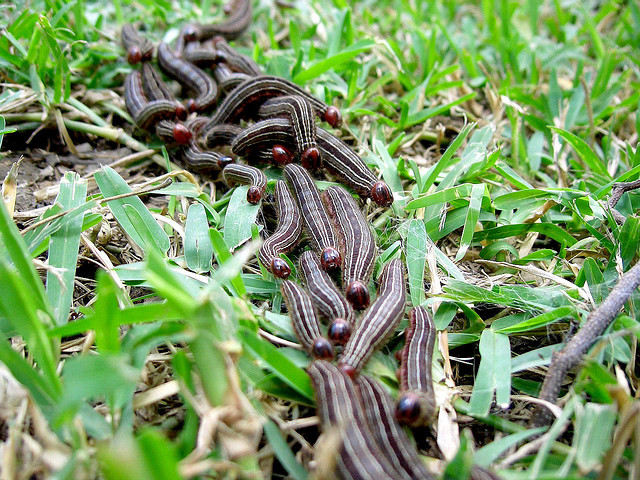
Housenky babočky Brassolis sophorae
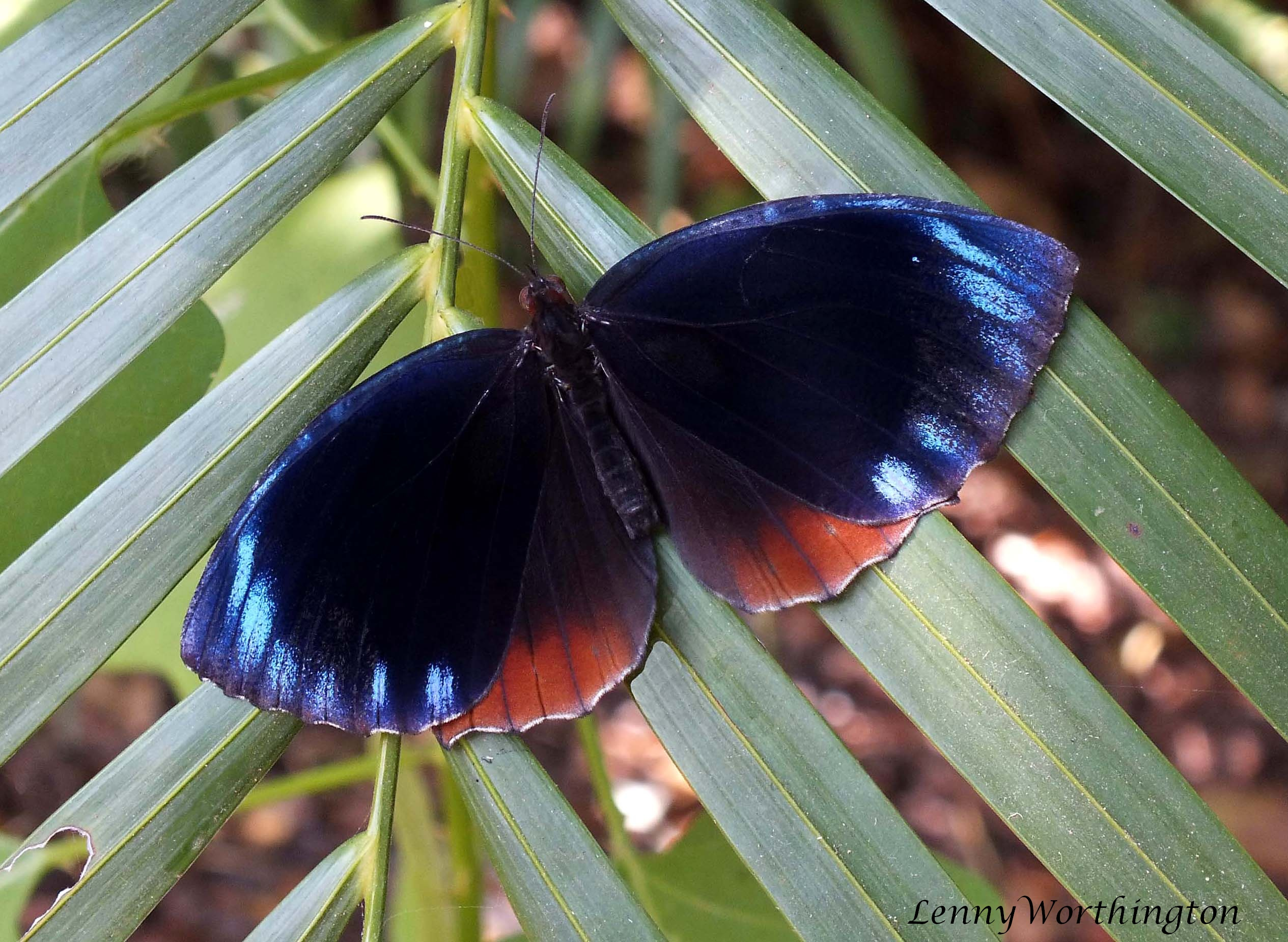
Babočka Elymnias hypermnestra
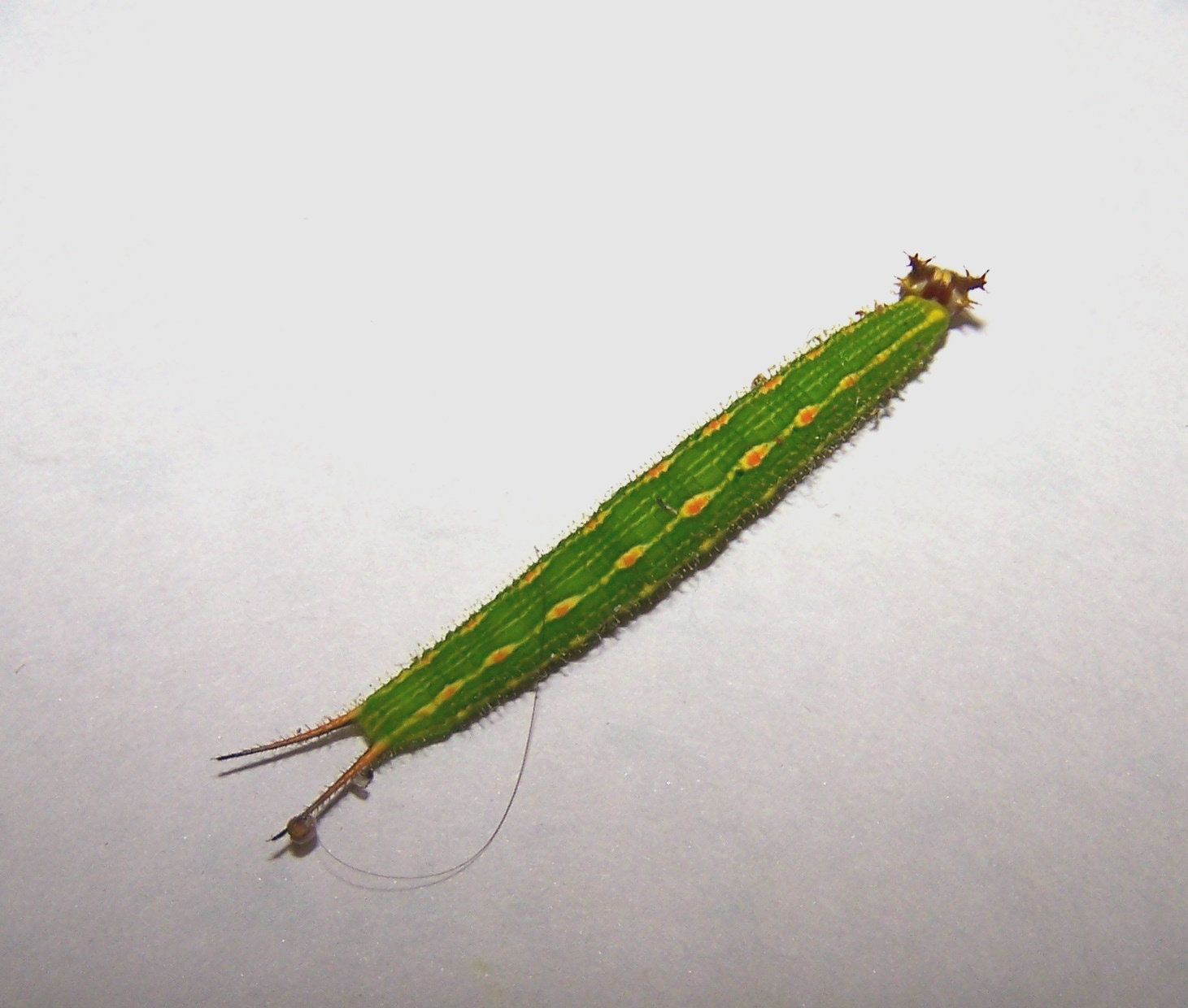
Housenka Elymnias hypermnestra

## Historie a kulturní význam
Roystonea královská je národním stromem Kuby. V zemích Latinské Ameriky je často vysazována v blízkosti významných vládních budov.
První zmínky o těchto impozantních palmách lze nalézt již v nejranější literatuře věnující se rostlinstvu Karibiku. První zmínka pochází z roku 1688, kdy ji britský přírodovědec John Ray nazval Palma nobilis. V roce 1750 ji popsal velšský přírodovědec Griffith Hughes z Barbadosu pod názvem Palma maxima. Protože však uznávané botanické názvosloví začíná až s vydáním Linného díla Species Plantarum, je prvním validním botanickým názvem Areca oleracea, kterou popsal Nicolaus Joseph von Jacquin v roce 1763. Další druh dnes řazený do rodu Roystonea byl popsán v roce 1768 Philipem Millerem z Jamajky pod názvem Palma altissima. Druh Roystonea regia byl poprvé popsán z Kuby v roce 1816 pod názvem Oreodoxa regia. Samotný rod Roystonea byl publikován v roce 1900, kdy jej Orator Fuller Cook vyčlenil z rodu Oreodoxa. Typovým druhem rodu je Roystonea regia. Rod byl pojmenován na počest amerického armádního inženýra, brigádního generála Roye Stonea.

## Taxonomie
Rod Roystonea je v rámci čeledi Arecaceae řazen do podčeledi Arecoideae a tribu Roystoneae, který obsahuje pouze tento jediný rod. Evoluční vztahy s ostatními triby podčeledi Arecoideae nejsou dosud uspokojivě vyjasněny. Roystoney se mezi sebou mohou křížit a identifikace rostlin z kultury může být obtížná.

## Prehistorie
V roce 2002 byl publikován nález jednoho samčího a dvou samičích květů roystoney v kusu jantaru nalezeném v Dominikánské republice a pocházejícím z období středních třetihor. Květy neodpovídají žádné známé žijící palmě a druh byl popsán jako †Roystonea palaea.

## Zástupci
- roystonea královská (Roystonea regia), též palma královská

## Význam

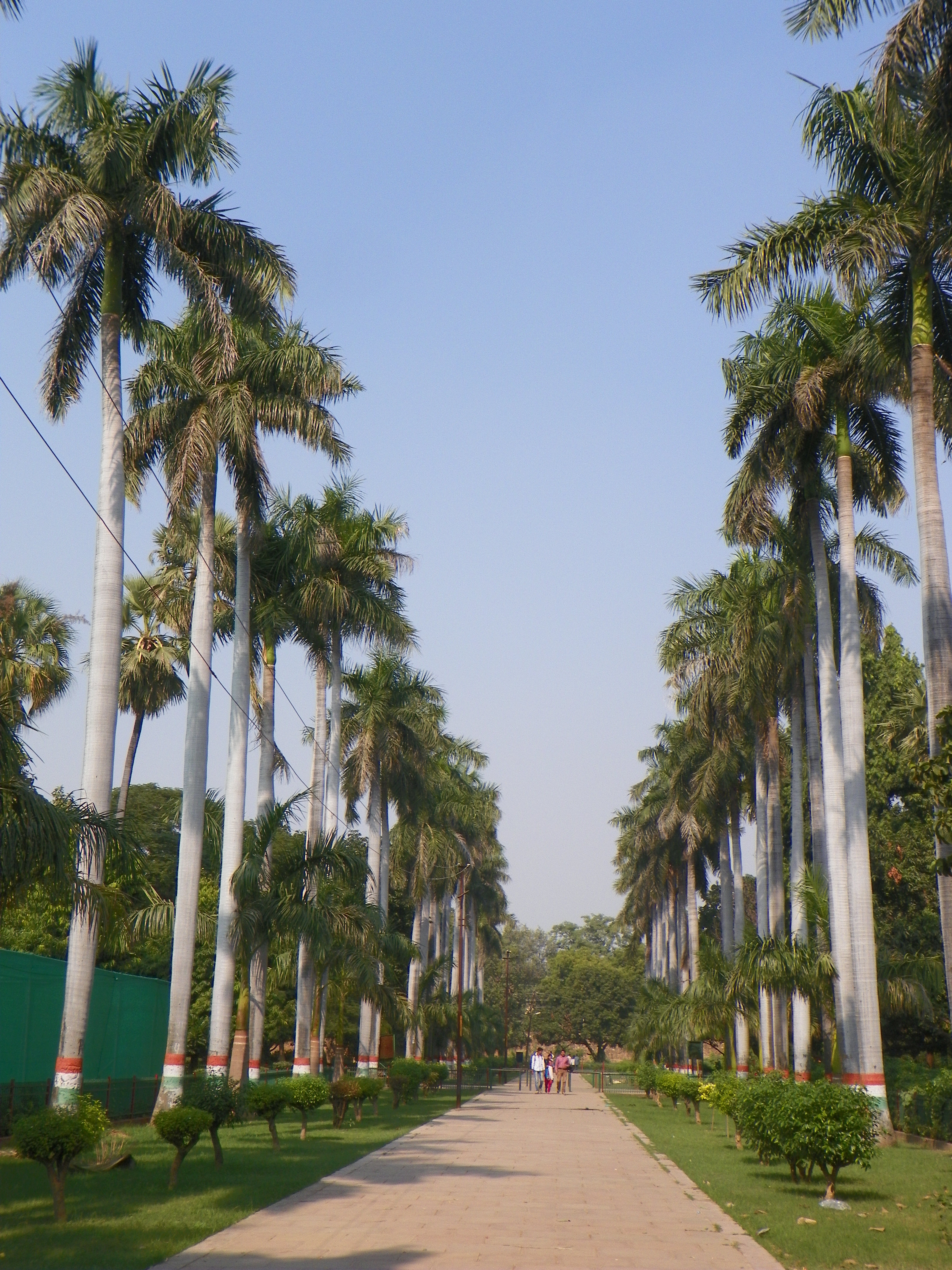
Alej roystoney královské v Indii

Roystoney mají podobně jako řada jiných palem široké a různorodé využití. V tropech a subtropech celého světa jsou vysazovány jako majestátní okrasné dřeviny. Patří mezi nejoblíbenější palmy pro stromořadí, vysazují se i do městských parků a navzdory své mohutnosti často i do soukromých zahrad. Množí se výsevem semen.
Nejznámějším a nejvíce vysazovaným druhem je roystonea královská, pěstovaná ve vlhkých tropech a subtropech celého světa. Vyžaduje světlé stanoviště a dostatečně vlhkou, propustnou půdu s dostatkem humusu. Toleruje i lehké zasolení. Semena roystoney královské klíčí ochotně a rychle. Podobné využití má i Roystonea oleracea. Palmy se vysazují i jako větrolamy, neboť jsou značně odolné vůči hurikánům. Staré listy samovolně opadávají a mohou představovat ohrožení pro osoby nacházející se pod kmenem palmy.
V Evropě nelze roystoney s úspěchem pěstovat, neboť nesnášejí pokles teplot pod bod mrazu. Roystonea královská sice v nejteplejších oblastech Evropy zimu přežívá, ztrácí však každoročně všechny listy. Lze se s nimi setkat například na Kanárských ostrovech, kde jsou hojně vysazovány.
Ve sklenících botanických zahrad se roystoney vzhledem k jejich mohutnosti pěstují jen zřídka.
Z listových pochev Roystonea oleracea je získáváno palmové zelí a dřeň kmene poskytuje škrobnaté ságo. Jako zelenina slouží i mladá květenství a listové pupeny.
Jedlé je i palmové zelí druhů Roystonea altissima, Roystonea borinquena a Roystonea princeps. Suché plody roystonejí se používají jako krmivo pro dobytek.
Dřevo, listy a listové pochvy roystonejí jsou využívány k různorodým technickým účelům, jako je balení potravy, pletení rohoží, výroba nábytku nebo beden.
Olej ze semen roystoney královské slouží k výrobě mýdla. Z listů a pochev roystoney královské a Roystonea oleracea se získává vlákno, které je podobné sisalu.
Pochvy listů roystoney královské se na Kubě používají k balení žoků tabáku.
Roystonea královská je využívána i v domorodé medicíně zejména při poruchách trávení, nervovém zhroucení a infekcích, též při ošetřování diabetes, pohlavních chorob a impotence.